# Vodojem Na Skalce
Vodojem Na Skalce na Smíchově je bývalý vodojem v Praze.

## Historie
V roce 1872 byla do Smíchovské vodárny přistavěna dvě čerpadla, která dodávala vodu do nového vodojemu na Skalce. Po modernizaci vodárny v roce 1886 bylo do vodojemu na Skalce (včetně později postavených dalších vodojemů) dodáváno až 12 000 m³ vody.
Bývalý vodojem se údajně nachází pod Sady Na Skalce a jeho vchod je údajně z ulice Kováků.